# Ярославская губерния

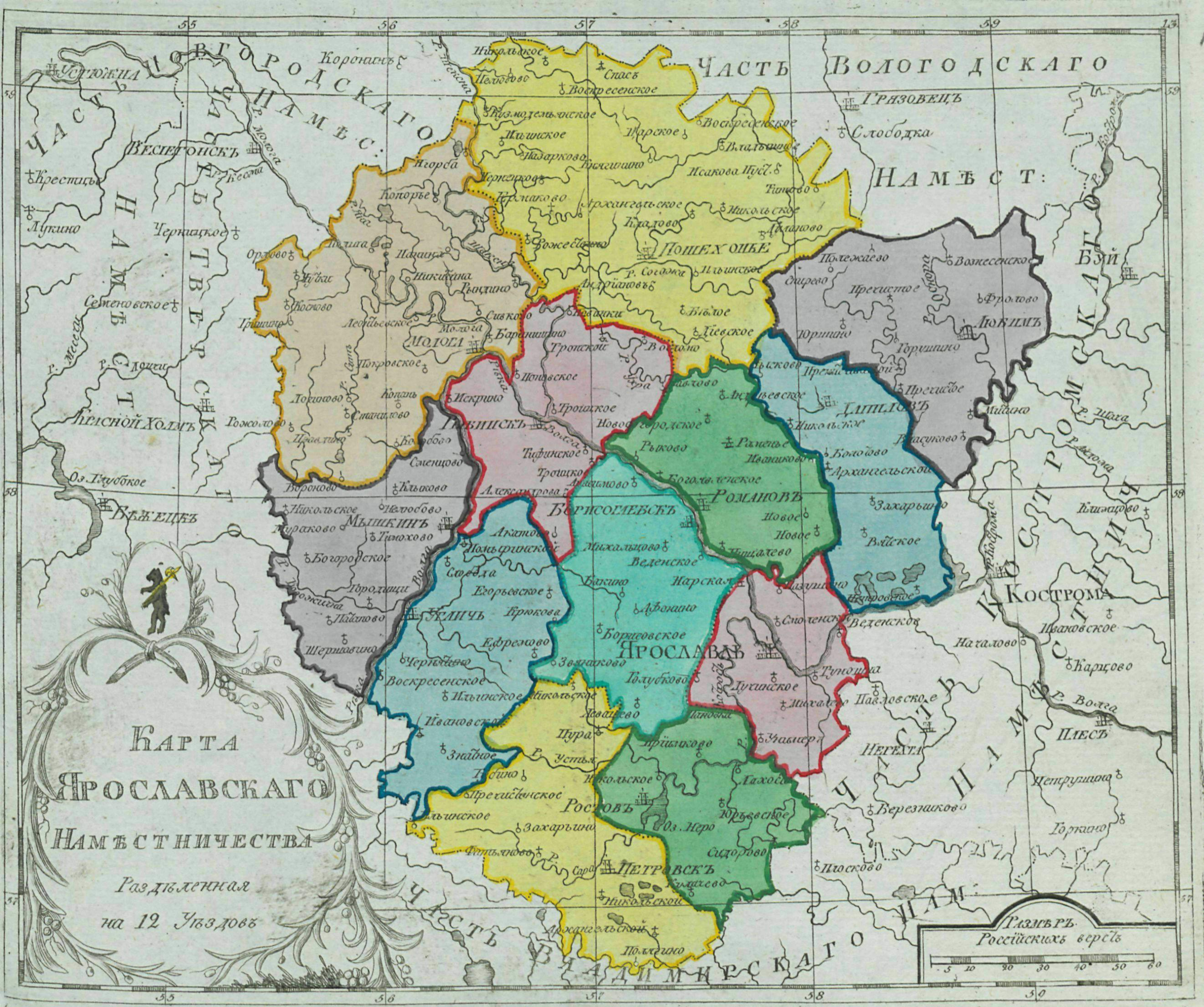
Карта Ярославского наместничества. 1792 год.

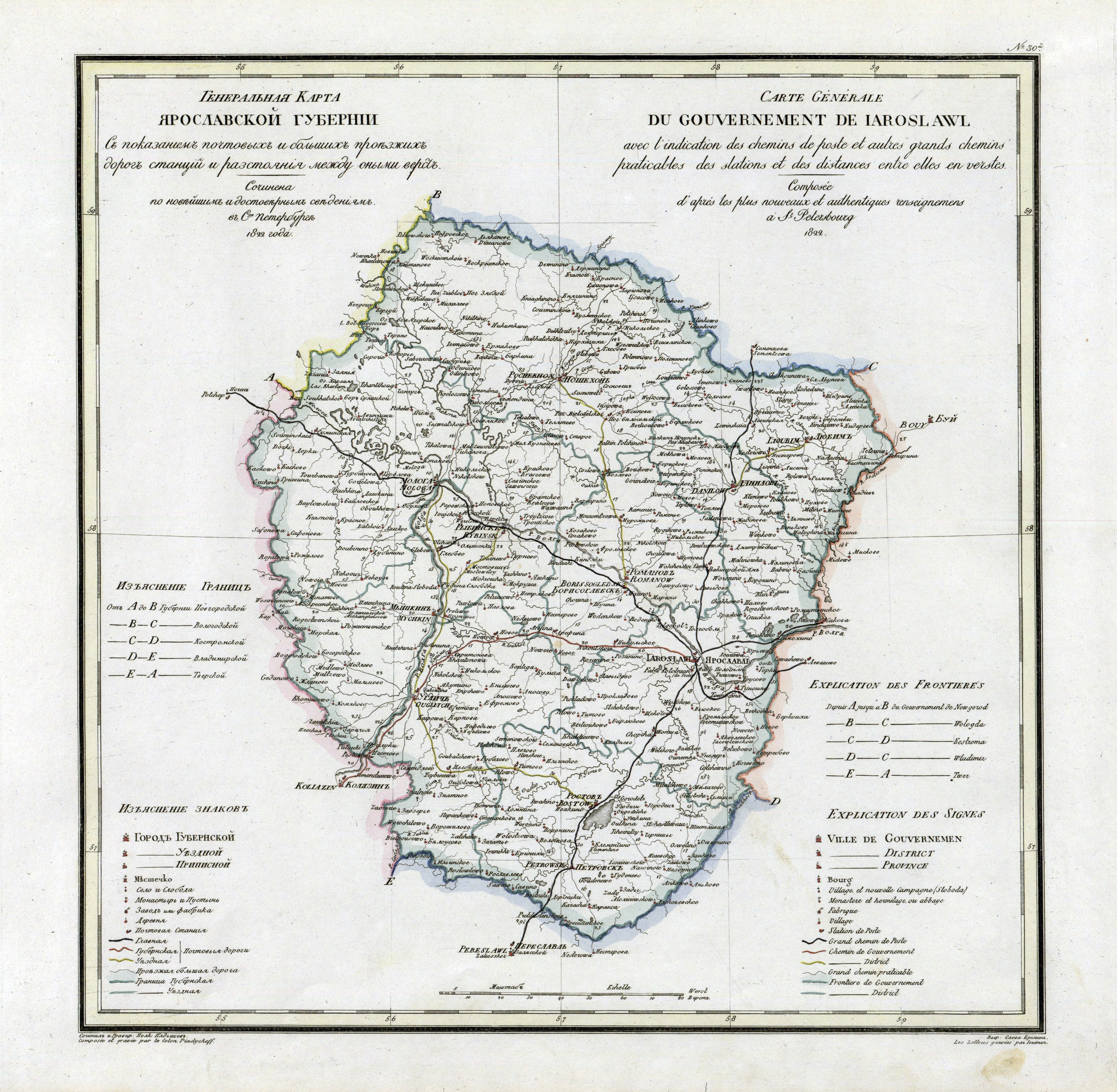
Карта Ярославской губернии, 1821 год.

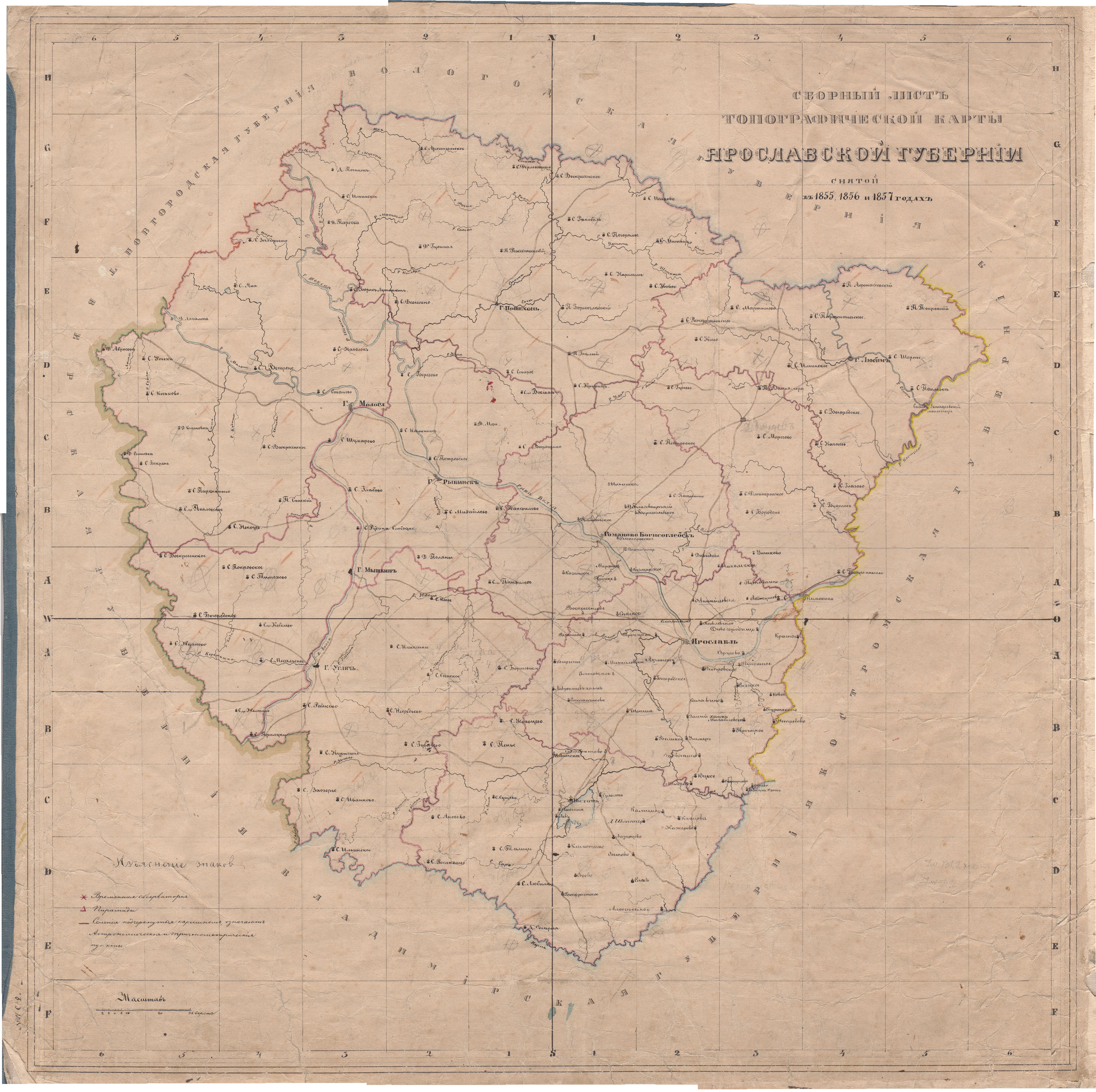
Топографическая карта Ярославской губернии, составленная в 1855—1857 годах, из «Атласа Ярославской губернии» 1858 года. В категории имеются подробные карты из этого атласа.

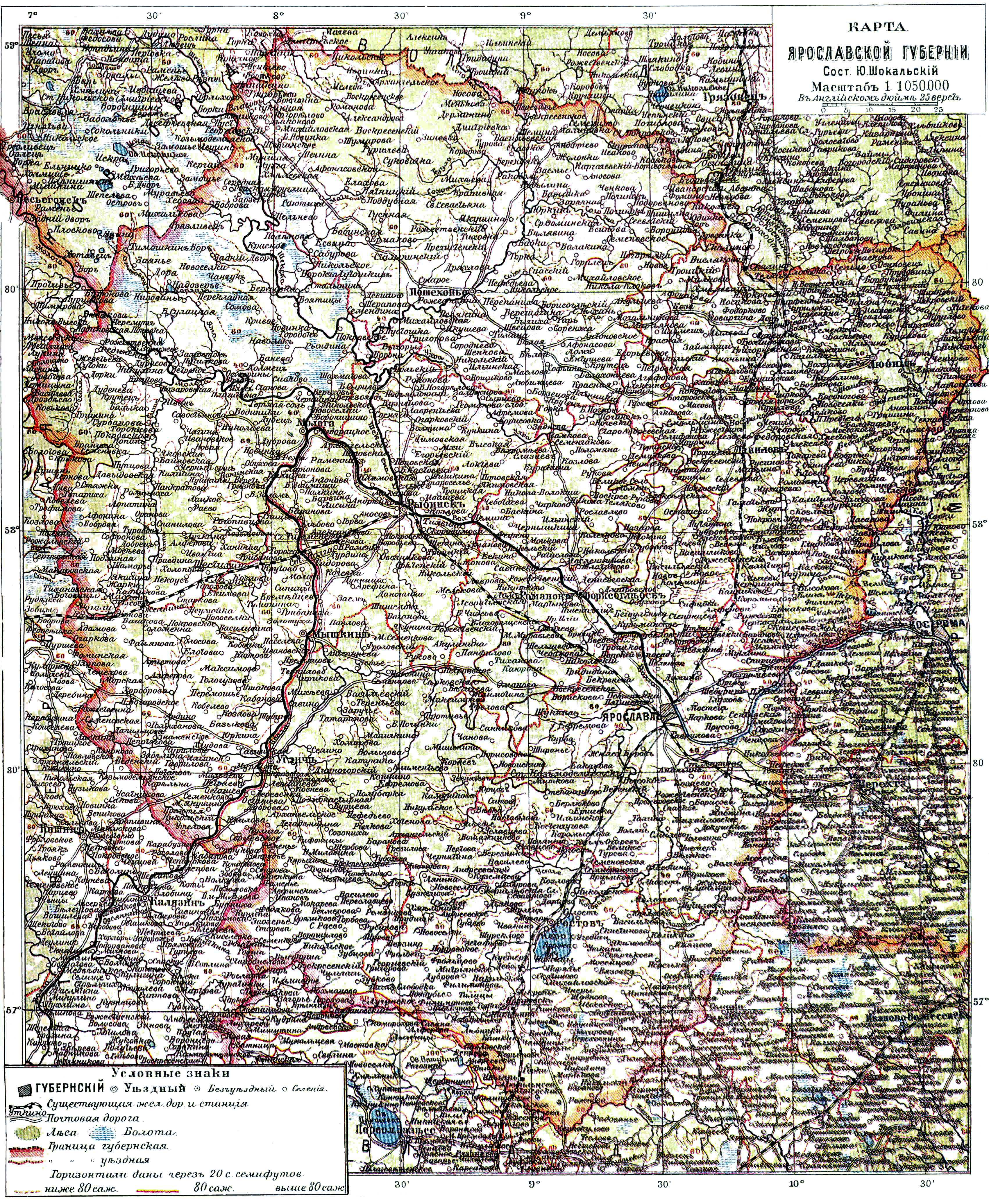
Карта Ярославской губернии, начало XX века. Из:

Яросла́вская губе́рния — губерния Российской империи, а потом РСФСР с центром в Ярославле, существовавшая в 1777—1929 годах в северо-восточной части Европейской России, в верхнем Поволжье, между 56°49' и 60°5' с. ш. и 38°25' и 42°5' в. д. Ныне территория губернии в основном относится к Ярославской области. Население — 1 166 800 человек (1905).

## Границы
Территория Ярославской губернии граничила: на северо-востоке — с уездами Вологодским и Грязовецким Вологодской губернии, на востоке — с Буйским, Костромским и Нерехтским Костромской, на юге и юго-востоке — с Шуйским, Суздальским, Юрьевским и Переславским Владимирской, на западе — с Калязинским, Кашинским и Весьегонским Тверской, на северо-западе — с Череповецким уездом Новгородской губернии. Административная граница определялась большей своей частью условными линиями, но во многих местах совпадала с урочищами. Вид территории губернии на географической карте напоминает почти правильную трапецию, у которой две большие стороны обращены на юго-восток и на юго-запад, а две меньшие — на северо-восток и северо-запад.

## Размер
Наибольшее протяжение губерния имела в направлении от севера к югу между северной оконечностью Пошехонского уезда и южного Ростовского, приблизительно 270 км, наибольшая ширина от востока к западу между восточной оконечностью Любимского уезда и западной Мологского — 231 км. Площадь Ярославской губернии — 35 615 км² — 45-е место среди 50 губерний Европейской России.

## История

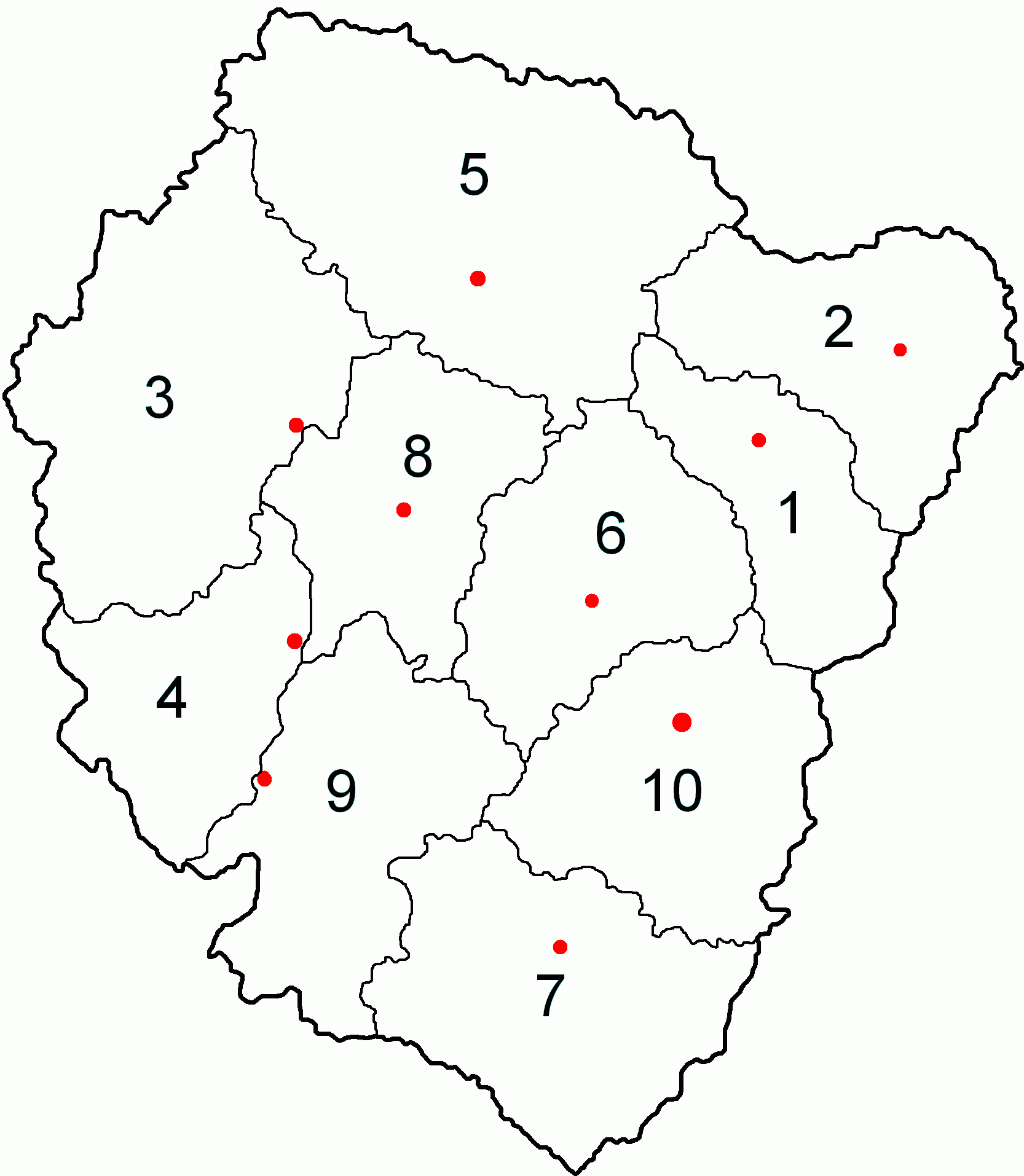
Административное деление Ярославской губернии на 1897 год

Ярославская губерния была учреждена указом императрицы Екатерины II от 28 февраля (11 марта) 1777 года.
3 (14) августа 1777 года было учреждено Ярославское наместничество, составленное из 12 уездов — ранее существовавших Любимского, Пошехонского, Романовского, Ростовского, Углицкого, Ярославского и вновь учреждённых Борисоглебского, Даниловского, Мологского, Мышкинского, Петровского и Рыбинского. Территория губернии стала соответствовать территории провинции. Административные центры 7 новых уездов получили статус города:
| населённый пункт       | стал городом             |
| ---------------------- | ------------------------ |
| посад Молога           | Молога                   |
| Рыбная слобода         | Рыбной (позднее Рыбинск) |
| Борисоглебская слобода | Борисоглебск             |
| село Пертома           | Пошехонье                |
| село Мышкино           | Мышкин                   |
| село Даниловское       | Данилов                  |
| село Петровское        | Петровск                 |

Уезды состояли из волостей.
12 декабря 1796 года структура наместничества была упразднена, также были ликвидированы Петровский и Борисоглебский уезды (то есть Борисоглебск и Петровск стали заштатными городами). В 1822 году города Романов и Борисоглебск были объединены в один город — Романов-Борисоглебск, а Романовский уезд стал именоваться Романово-Борисоглебским.
Самые значительные по площади уезды Пошехонский и Мологский, самый малый — Даниловский. Самая высокая плотность населения (включая жителей городов) в Мышкинском и Ярославском уездах, самая низкая — в Пошехонском (по результатам переписи 1897 года).
При советской власти в структуре губернии начались многочисленные переименования, образование новых волостей, переход их из одного уезда в другой, в том числе из одной губернии в другую.
3 февраля 1921 года из пяти уездов Ярославской губернии образовали Рыбинскую губернию, однако уже 15 февраля 1923 года её упразднили, а все уезды возвратили соответствующим губерниям.
С 1 октября 1929 года Ярославскую губернию упразднили, территорию разделили на Ярославский и Рыбинский округа Ивановской промышленной области. Уезды переименовали в районы.

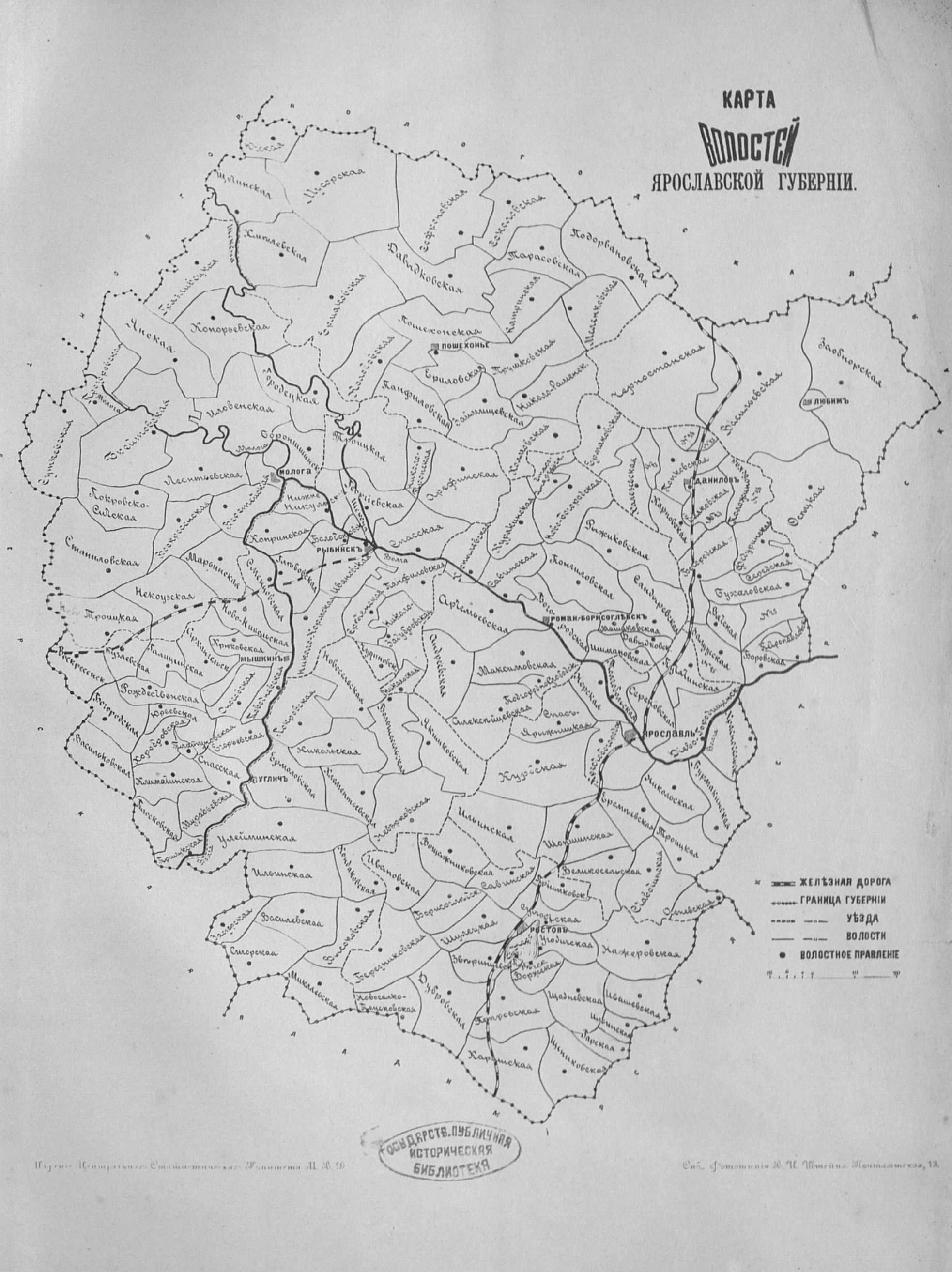
Волости Ярославской губернии

## Административное деление
С 1796 по 1918 год в состав губернии входило 10 уездов.
| №  | Уезд                    | Уездный город        | Герб уездного города | Площадь, км² | Население (1897), тыс. чел. | Плотность населения (1897), чел. на км² |
| -- | ----------------------- | -------------------- | -------------------- | ------------ | --------------------------- | --------------------------------------- |
| 1  | Даниловский             | Данилов              |                      | 2 145,3      | 70 740                      | 34,2                                    |
| 2  | Любимский               | Любим                |                      | 3 111,6      | 65 230                      | 23,6                                    |
| 3  | Мологский               | Молога               |                      | 5 049,7      | 117 696                     | 26,6                                    |
| 4  | Мышкинский              | Мышкин               |                      | 2 462,8      | 87 030                      | 40,1                                    |
| 5  | Пошехонский             | Пошехонье            |                      | 5 956,8      | 110 912                     | 19,2                                    |
| 6  | Романово-Борисоглебский | Романов-Борисоглебск |                      | 3 001,5      | 75 268                      | 24,7                                    |
| 7  | Ростовский              | Ростов               |                      | 4 261,4      | 148 970                     | 35,1                                    |
| 8  | Рыбинский               | Рыбинск              |                      | 2 690,9      | 92 905                      | 33,7                                    |
| 9  | Угличский               | Углич                |                      | 3 457,3      | 94 573                      | 27,3                                    |
| 10 | Ярославский             | Ярославль            |                      | 3 412,0      | 208 031                     | 40,0                                    |

### Заштатный город
| Город    | Население (1897) | Входит в        | Герб |
| -------- | ---------------- | --------------- | ---- |
| Петровск | 5862 чел.        | Ростовский уезд |      |

## Герб

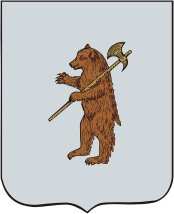
Герб губернии 1778 года

С середины XVII века символом Ярославля и Ярославской земли становится медведь, которого, по легенде, на этом месте убил основатель города Ярослав Мудрый.
Описание герба Ярославского наместничества было утверждено Екатериной Второй 31 августа 1778 года: «В серебряном щите медведь, стоячи, держит в левой лапе золотую секиру на такой же рукоятке.»
8 декабря 1856 года Александром Вторым был утверждён новый губернский герб с аналогичным рисунком: «В серебряном поле чёрный, идущий на задних лапах медведь, голова прямо, держит в левой лапе золотую секиру на таком же ратовище, щит увенчан Императорскою короною и окружён золотыми дубовыми листьями, соединёнными Андреевскою лентою.» — украшения, соответствующие центру губернии.
В гербе 1778 года медведь бурый, «толстый» и добродушный, а на гербе 1856 года — чёрный, «худой» и поджарый.

## Население

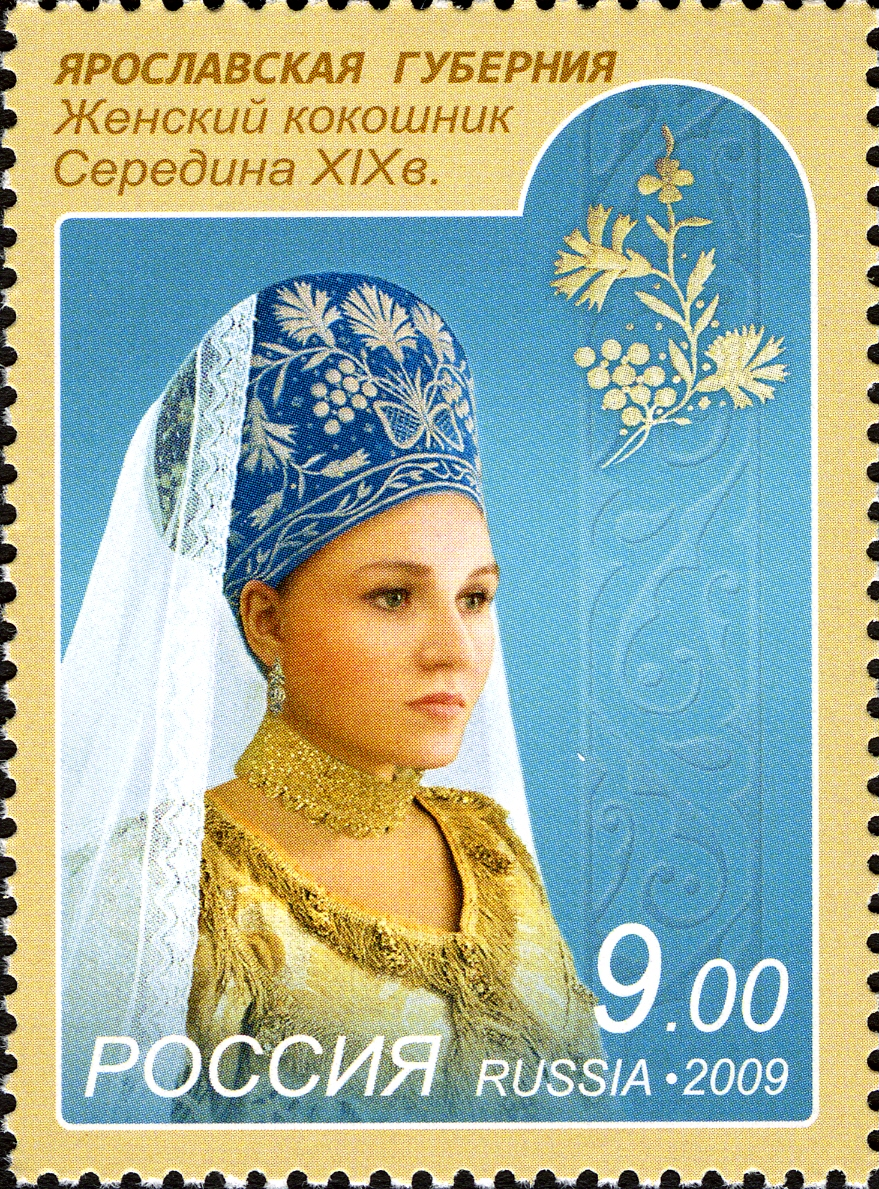
Почтовая марка России, 2009 год

По данным переписи 1897 года в Ярославской губернии было 1 071 355 жителей — 460 597 мужчин и 610 758 женщин, огромный перевес женского населения над мужским (на 100 мужчин приходится 132 женщины) происходил от значительного отхода мужского населения на сторону; так, по данным той же переписи в Санкт-Петербурге находилось 68 260 лиц мужского пола уроженцев Ярославской губернии, в Москве — 16 375. Городских жителей 146 310 (75 507 мужчин и 70 803 женщины), сельских — 925 045 (385 490 мужчин и 539 955 женщин). Общая по губернии густота населения — 30,5 человек на км²; по отдельным уездам она сильно колебалась. В северо-западной части губернии плотность населения ниже средней, в остальной части — выше. Населённых мест — 9784; средним числом 1 селение приходится на каждые 3,6 км². Мелкие селения (1—5 дворов) составляли 24 % (в уезде Романово-Борисоглебском их свыше 40 %); селений, имеющих от 6 до 10 дворов, почти 28 %; селений крупных (свыше 100 дворов) во всей губернии 21 (0,5 %). Селения самые малолюдные, имеющие до 10 человек, составляют 2,6 %. Самых многолюдных селений, насчитывающих более тысячи жителей, только 9: в Ярославском уезде 3, в Романово-Борисоглебском — 1, в Ростовском — 4, в Угличском — 1. Из городов свыше 10 тысячей жителей имели: Ярославль — 71 616, Рыбинск — 25 290, Ростов — 13 715.
Население русское; только в Мологском уезде по реке Сити сицкари происходят от карел, вышедших сюда в XVII веке; они сохранили тип и кое-какие свои свойства. Кроме того, в городах жили 4300 представителей других национальностей (в основном евреи, поляки и немцы). Во всех уездах доля русского населения превышала 98,7 %.
По вероисповеданию: православных и единоверцев — 1 056 762 человека, старообрядцев и уклоняющихся от православия — 9638, римско-католиков — 1669, протестантов — 1356, прочих христиан — 7, иудеев — 1719; прочих нехристиан — 204.
По сословиям: Дворян потомственных с их семьями — 4269 человек, дворян личных, чиновников не из дворян с их семьями — 7018, лиц духовного звания с их семьями — 14 795, потомственных и личных почётных граждан с их семьями — 5226, купцов с их семьями — 5052, мещан — 88 000, крестьян — 943 322, казаков — 67, инородцев — 1, финляндских уроженцев без различия сословий — 20, лиц, не принадлежащих к поименованным сословиям — 2735, иностранных подданных — 287, лиц, не указавших при переписи принадлежности к какому-либо сословию — 563.
В 1901 году родилось 46 964 лиц, умерло — 43 467, совершено браков — 8912. Процент незаконнорождённых колеблется между 3 и 4. Процент как рождаемости, так и смертности мужского и женского пола почти одинаков. Более 40 % смертности приходится на детей до 1 года; от 1 года до 5 лет — до 13 % и от 6 до 10 лет — около 3 %. Большая смертность замечается среди городского населения. В 1905 году в губернии числилось уже 1 166 800 жителей.

### Национальный состав
Национальный состав в 1897 году
| Уезд                    | русские |
| ----------------------- | ------- |
| Губерния в целом        | 99,5 %  |
| Даниловский             | 99,7 %  |
| Любимский               | 99,9 %  |
| Мологский               | 99,9 %  |
| Мышкинский              | 99,8 %  |
| Пошехонский             | 99,8 %  |
| Романово-Борисоглебский | 99,8 %  |
| Ростовский              | 99,6 %  |
| Рыбинский               | 98,8 %  |
| Угличский               | 99,8 %  |
| Ярославский             | 98,7 %  |

### Дворянские роды

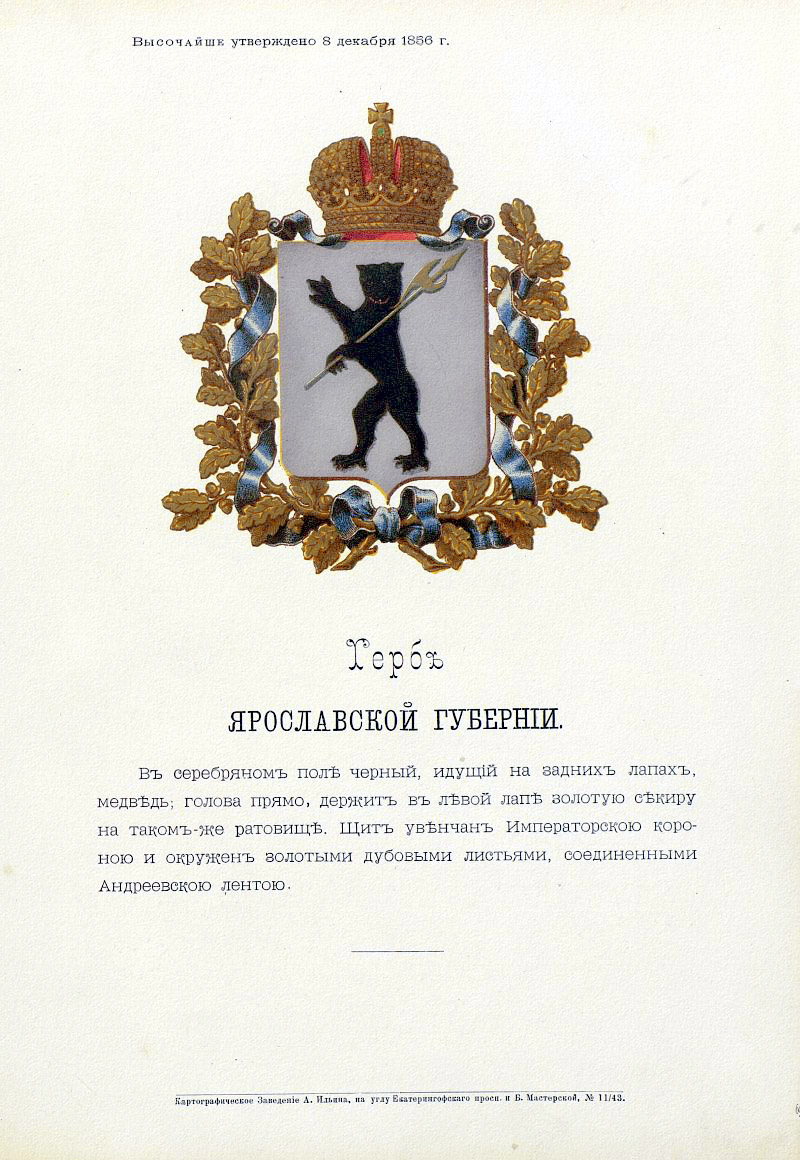
Герб губернии c оф.описанием, утверждённый Александром II (1856)

Волковы, Воробьёвы, Головковы, Головины, Загряжские, Замыцкие, Змиевы, Зыковы, Ипатовичи-Горанские, Казнаковы, Кайсаровы, Канищевы, Карауловы, Карновичи, Карякины, Кастюрины, Кафтыревы, Кашкины, Кнутовы, Кожины, Коковцовы, Майковы, Мусины-Пушкины, Осокины, Сабанеевы, Самарины, Травины,Урусовы, Ханыковы, Чеглоковы, Черносвитовы, Шубинские, Щепины-Ростовские, Яминские, Масленниковы, Лундышевы и другие.

## Руководство губернии

### Генерал-губернаторы
| Ф. И. О.                        | Титул, чин, звание             | Время замещения должности |
| ------------------------------- | ------------------------------ | ------------------------- |
| Мельгунов Алексей Петрович      | действительный тайный советник | 28.02.1777 — 02.07.1788   |
| Кашкин Евгений Петрович         | генерал-аншеф                  | 13.07.1788 — 02.09.1793   |
| Лопухин Пётр Васильевич         | генерал-поручик                | 02.09.1793 — 17.12.1796   |
| Ольденбургский Георг            | принц                          | 1809 — 15.12.1812         |
| Полторацкий Константин Маркович | тайный советник                | 29.01.1830 — 17.07.1842   |
| Баратынский Ираклий Абрамович   | генерал-майор                  | 30.08.1842 — 14.03.1846   |

### Губернаторы
| Ф. И. О.                                 | Титул, чин, звание                                   | Время замещения должности          |
| ---------------------------------------- | ---------------------------------------------------- | ---------------------------------- |
| Заборовский Иван Александрович           | генерал-майор                                        | 3 августа 1777 — 16 февраля 1781   |
| Голохвастов Иван Иванович                | бригадир                                             | 16 февраля 1781 — 15 сентября 1793 |
| Урусов Никита Сергеевич                  | князь, действительный статский советник              | 25 октября 1793 — 10 сентября 1797 |
| Тредьяковский Лев Васильевич             | действительный статский советник                     | 10 сентября 1797 — 11 декабря 1797 |
| Аксаков Николай Иванович                 | тайный советник                                      | 11 декабря 1797 — 8 января 1799    |
| Аксаков Михаил Николаевич                | генерал-лейтенант                                    | 8 января 1799 — 1 ноября 1800      |
| Слудин Василий Пахомович                 | действительный статский советник                     | 2 ноября 1800 — 10 июня 1801       |
| Голицын Михаил Николаевич                | князь, действительный статский советник              | 10 июня 1801 — 12 января 1817      |
| Политковский Гавриил Герасимович         | тайный советник                                      | 1 февраля 1817 — 19 февраля 1820   |
| Безобразов Александр Михайлович          | действительный статский советник (тайный советник)   | 19 февраля 1820 — 25 ноября 1826   |
| Бравин Михаил Иванович                   | действительный статский советник                     | 25 ноября 1826 — 28 января 1830    |
| Полторацкий Константин Маркович          | тайный советник                                      | 29 января 1830 — 17 июля 1842      |
| Баратынский Ираклий Абрамович            | генерал-майор                                        | 30 августа 1842 — 14 марта 1846    |
| Бутурлин Алексей Петрович                | генерал-лейтенант                                    | 1 июня 1846 — 1 января 1861        |
| Оболенский Алексей Васильевич            | князь, генерал-майор                                 | 8 января 1861 — 9 мая 1861         |
| Унковский Иван Семёнович                 | Свиты Его Величества контр-адмирал                   | 28 июня 1861 — 17 марта 1877       |
| Шмит Никита Конрадович                   | действительный статский советник                     | 3 апреля 1877 — 9 декабря 1878     |
| Безак Николай Александрович              | генерал-майор                                        | 30 декабря 1878 — 2 февраль 1880   |
| Левшин Владимир Дмитриевич               | действительный статский советник                     | 2 февраля 1880 — 1 апреля 1887     |
| Фриде Алексей Яковлевич                  | генерал-лейтенант                                    | 21 мая 1887 — 9 июля 1896          |
| Штюрмер Борис Владимирович               | гофмейстер                                           | 30 июля 1896 — 10 августа 1902     |
| Рогович Алексей Петрович                 | в звании камергера, действительный статский советник | 10 августа 1902 — 18 октября 1905  |
| Римский-Корсаков Александр Александрович | действительный статский советник                     | 8 ноября 1905 — 20 мая 1909        |
| Татищев Дмитрий Николаевич               | граф, действительный статский советник               | 7 июля 1909 — 20 октября 1915      |
| Евреинов Сергей Дмитриевич               | статский советник                                    | 11 ноября 1915 — 16 октября 1916   |
| Оболенский Николай Леонидович            | князь, действительный статский советник              | 1 ноября 1916 — 1 марта 1917       |

### Губернские предводители дворянства
| Ф. И. О.                              | Титул, чин, звание                                   | Время замещения должности |
| ------------------------------------- | ---------------------------------------------------- | ------------------------- |
| Леонтьев Иван Петрович                | генерал-поручик                                      | 1778—1780                 |
| Михайлов Лука Андреевич               | статский советник                                    | 1781—1784                 |
| Астафьев (Остафьев) Владимир Иванович | бригадир                                             | 1784—1786                 |
| Шубин Пётр Иванович                   | коллежский советник                                  | 1787—1789                 |
| Супонев Николай Авдеевич              | секунд-майор                                         | 1790—1792                 |
| Кожин Александр Осипович              | коллежский советник                                  | 1793—1804                 |
| Майков Николай Александрович          | действительный статский советник                     | 1805—1814                 |
| Филатьев Владимир Иванович            | гвардии полковник (статский советник)                | 1815—11.12.1826           |
| Соколов Павел Аполлонович             | подполковник                                         | 11.12.1826—11.01.1830     |
| Урусов Семён Никитич                  | князь, действительный статский советник              | 14.01.1830—21.12.1832     |
| Селифонтов Михаил Петрович            | генерал-майор                                        | 21.12.1832—23.01.1836     |
| Глебов Александр Николаевич           | артиллерии подполковник                              | 23.01.1836—22.01.1842     |
| Волков Александр Аполлонович          | в звании камер-юнкера, статский советник             | 22.01.1842—17.12.1853     |
| Бем Пётр Александрович                | в звании камер-юнкера, статский советник             | 17.12.1853—16.12.1859     |
| Яковлев Николай Александрович.        | гвардии поручик, и. д.                               | 16.12.1859—03.10.1860     |
| Осокин Иван Гаврилович                | поручик                                              | 03.10.1860—19.12.1862     |
| Скрипицын Николай Павлович            | в звании камергера, действительный статский советник | 04.01.1863—24.01.1878     |
| Калачов Виктор Васильевич             | действительный статский советник                     | 04.02.1878—22.08.1882     |
| Шаховской Василий Александрович       | князь, в звании камергера, тайный советник           | 16.02.1884—08.02.1896     |
| Михалков Сергей Владимирович          | в звании камергера, статский советник                | 08.02.1896—22.02.1906     |
| Куракин Иван Анатольевич              | князь, шталмейстер                                   | 22.02.1906—1915           |
| Калачёв Геннадий Викторович           | действительный статский советник                     | 1915—1917                 |

### Вице-губернаторы
| Ф. И. О.                         | Титул, чин, звание                             | Время замещения должности |
| -------------------------------- | ---------------------------------------------- | ------------------------- |
| Голохвастов Иван Иванович        | бригадир                                       | 03.08.1777—16.02.1781     |
| Мещерский Сергей Никитович       | князь, статский советник                       | 16.02.1781—30.04.1786     |
| Урусов Николай Сергеевич         | князь, действительный статский советник        | 30.04.1786—25.10.1793     |
| Голицын Михаил Николаевич        | князь, статский советник                       | 23.12.1793—30.01.1797     |
| Аксаков Николай Иванович         | действительный статский советник               | 30.01.1797—10.11.1797     |
| Голицын Алексей Петрович         | князь, действительный статский советник        | 11.11.1797—15.12.1798     |
| Горяинов Александр Алексеевич    | статский советник                              | 15.12.1798—01.05.1800     |
| Урусов Иван Юрьевич              | князь, статский советник                       | 01.05.1800—05.09.1819     |
| Марченко Пётр Романович          | коллежский советник                            | 05.09.1819—05.08.1823     |
| Ипатович-Гаранский Яков Иванович | действительный статский советник               | 05.08.1823—03.06.1837     |
| Толстой Иван Петрович            | граф, надворный советник                       | 04.02.1838—24.11.1838     |
| Ковалевский Пётр Андреевич       | надворный советник                             | 30.12.1838—24.09.1841     |
| Ханыков Владимир Петрович        | коллежский советник                            | 20.10.1841—26.05.1843     |
| Донауров Иван Михайлович         | в звании камергера, статский советник          | 26.05.1843—18.06.1848     |
| Муравьёв Валериан Николаевич     | статский советник                              | 28.08.1848—15.06.1850     |
| Богданов Зиновий Алексеевич      | коллежский советник                            | 02.08.1850—08.11.1857     |
| Каханов Михаил Семёнович         | действительный статский советник               | 08.12.1861—17.04.1868     |
| Мейер Валерий Алексеевич         | действительный статский советник               | 31.05.1868—24.10.1869     |
| Тройницкий Николай Александрович | в звании камер-юнкера, статский советник       | 24.10.1869—02.01.1876     |
| Валь Виктор Вильгельмович        | флигель-адъютант, полковник                    | 19.02.1876—10.06.1878     |
| Рек Павел Константинович         | действительный статский советник               | 14.07.1878—28.04.1894     |
| Фриш Владимир Эдуардович         | в звании камергера, статский советник          | 28.04.1894—18.01.1900     |
| Блохин Алексей Сергеевич         | в звании камер-юнкера, статский советник       | 29.01.1900—28.01.1902     |
| Гудович Александр Васильевич     | граф, в звании камер-юнкера, статский советник | 04.03.1902—01.04.1905     |
| Кисловский Владимир Павлович     | действительный статский советник               | 01.04.1905—16.11.1915     |
| Черкасский Михаил Алексеевич     | князь, статский советник                       | 16.11.1915—29.11.1916     |

## Экономика

### Сельское хозяйство
Из плодовых деревьев разводилась с некоторым успехом только яблоня, но и она требовала тщательного ухода и не всегда переносила зимнюю стужу.
Между хлебными растениями первое место занимает рожь, а из яровых — овёс. Ячмень и пшеница сеялись мало и почти исключительно на лучших и обильно удобряемых почвах. Другие хлеба, как гречиха, горох, возделывались в самом незначительном количестве.
По возделыванию промышленных растений Ярославская губерния пользовалась особенной известностью; например, разведение во многих местах льна, особенно же в окрестностях села Великого, сделалось главным предметом сельского хозяйства. Ещё большую известность приобрели ростовские селения Поречье, Угодичи, Сулость, Воржа своим огородничеством, преимущественно разведением горошка, цикория и разных аптекарских трав — мяты, ромашки и т. п.
Площадь губернии равна 3 253 198 дес.; из этого количества числится крестьянской надельной земли 1 484 933 дес. (45,6 %); владельческой — 1 324 390 (40,7), казённой, удельного ведомства и других — около 443 875 дес. (13,7 %). Таким образом надельное крестьянское землевладение и владельческое распределяются почти поровну, но по отдельным уездам они значительно колеблются; в Ростовском уезде, например, крестьянской надельной земли числится 203 052 дес. против 98 463 дес. владельческой, а в Любимском — владельческих земель 152 030 дес. против 90 652 дес. надельной крестьянской. Главной массой земледельческого класса губернии являются крестьяне; надельной земли приходится 1,6 дес. на человека. По отдельным угодьям площадь губернии делится так: усадебной земли — 74 271 дес. (2,3 %), пахотной — 831 610 (25,5), лесной площади — 1 172 074 (35), лугов и выгонов и остальной удобной земли — 863 794 (26,6), неудобной — 311 449 (9,6 %). 60 % владельческих земель приходится на лесные площади и не более 10 % на пашни; из надельных крестьянских — 50 % на пашни и 13 % — лесной площади. 67 % земель казённого и удельного ведомства заняты лесом, не более 3 % — пашней; остальная земля неудобная. После отмены крепостного права многие владельцы забросили свои имения; все значительно сократили запашки.
Сократились и хозяйства крестьянские, хотя земледелие и до настоящего времени составляет основное занятие массы населения. С 1792 по 1881 год площадь пахотной земли уменьшилась на 222 916 дес. Наряду с этим уменьшается и посев зерновых хлебов.
По данным 1899 г, было посеяно: озимого — 387 483 четверти, снято — 1 550 211; ярового — 620 176, снято — 2 039 969; картофеля — 423 691, снято — 1 923 025.
Первое место по сбору занимает рожь — 14 175 600 пудов, затем идут овёс — 9 897 400 пд., пшеница — 591 800 пд. Сбор льна: семени — 682 865 пд., волокна — 499 152 пд.
Сена собрано 37 447 000 пд. Средним урожаем хлебов в губернии признаётся для озимой ржи 13 523 600 пд., яровой — 27 500, озимой пшеницы — 7700, яровой — 461 500, овса — 9 201 400, ячменя — 793 800, полбы — 300, гречихи — 13 800, гороха — 250 900, чечевицы — 6500, картофеля — 17 578 900 пд.
Господствующая система полеводства — трёхполье; обработка при помощи косуль и сох; лишь в немногих хозяйствах введены усовершенствованные орудия. Из торговых растений наибольшее значение имеет лён, большая часть волокна которого остаётся в пределах губернии на производство так называемых ярославских полотен. Льняная промышленность особенно развита в уездах Ярославском, Угличском и Ростовском; культура льна — в Ярославском, Пошехонском и Мышкинском уездах. Широкое развитие в Я. губернии получило огородничество, а отчасти и садоводство. То и другое сосредоточиваются в юго-зап. части губернии — в Ростовском уезде. Причинами развития огородничества послужили малоземелье и удобство сношений со столицами. Первое место по размерам производства принадлежит цикорию, которого производится ежегодно 170—200 тысяч пудов, второе — зелёному горошку (производство до 20 тысяч пудов). Кроме того, выращиваются в обширных размерах разные овощи и лекарственные травы. Садоводство привилось вследствие климатических условий только в южном — Ростовском уезде. Благодаря обилию рек и речек, губерния богата великолепными заливными лугами; ещё более значительно количество лугов незаливных. Наблюдается постепенное сокращение площади лугов, вследствие уменьшения скота. Средний урожай сена на лугах поёмных колеблется между 250 и 100 пд. на десятину, на непоёмных — между 100 и 80 пд. на дес. Наиболее обширные и лучшие поёмные луга находятся по течению рек Мологи, Шексны, Которости и Костромы. Всего больше лугов: заливных в Мологском уезде, незаливных — в Пошехонском. Скотоводство, как промысел, не развито. По сведениям 1901 года, лошадей было 168 611, из них рабочих 150 300. Безлошадных дворов около 30 %. Наибольшее количество безлошадных хозяйств приходится на уезды, в которых развиты отхожие промыслы. Порода лошадей — обыкновенная русская. Рогатого скота (особая порода — «ярославки») 350 460 голов, из них дойных коров 287 836. Овец 205 950, свиней 8512, коз 128. С 1870 года стало распространяться сыроварение, достигшее в первые 15 лет большого развития: вместо 2 сыроварен, с производством на 7125 рублей, к 1884 году их насчитывалось 93, с производством на 126 770 руб. По переписи 1899 года у крестьян было: лошадей — 90 %, рогатого скота — до 93 % общего количества скота. Распределение скота по губернии довольно равномерное; исключение составляет разведение свиней, сосредоточенное преимущественно в Ростовском, Угличском и Мологском уездах. В сельских общ. хлебозапасных магазинах в 1891 году состояло озимого хлеба 7 189 915 пудов, ярового — 819 627 пудов; в ссудах и недоимках, благонадёжных к поступлению, 693 137 пудов озимого и 57 936 пудов ярового, неблагонадёжных — 266 559 пудов озимого и 61 638 пудов ярового. Продовольственные капиталы: губернский — 599 888 р. в наличности и 28 663 р. в ссудах; сельских общественных — 456 354 руб.

### Промыслы
Рыболовство в последнее время падает; раньше шла большая добыча осетрины, белорыбицы и стерляди, теперь же доставляется в Москву только последняя, и ещё мелкая рыба из Ростовского озера.
Рыболовством и охотой было занято, по данным последней переписи, 462 чел., занимающихся лесоводством и лесным промыслом — 2635 чел., извозным промыслом — 4791.
Из кустарных промыслов наиболее распространены: шитьё рукавиц и обуви из кожи, выделка овчин и шитьё полушубков (романовские полушубки), приготовление валеной обуви, изготовление телег, саней, тарантасов и колёс, бондарный промысел и изготовление деревянной посуды, изделия из дерева, столярные, плотничные и токарные изделия, корзиночные изделия, льняная пряжа и ткани из неё, прядение верёвок, гончарное и кирпичное производство, кузнечный и слесарный промысел, портняжество, вязание шерстяных чулок и варег и судостроение. Первым по развитию кустарных промыслов является Я. у., служащий центром выработки льняной пряжи и ткани. Большое число рук занято работами на местных пристанях и станциях жел. дорог. Отхожие промыслы занимают весьма большое число рабочих рук. Обычай ярославских крестьян уходить на заработки возник давно, ещё в то время, когда на севере России стали возникать города и потребовались рабочие силы для их постройки и для удовлетворения потребностей лиц, селившихся в этих городах. В этом отношении Москва играла большую роль. Отход на промыслы берёт от 11 до 20 % всего крестьянского населения губернии и от 40 до 50 % работоспособного.
Наиболее распространён отход для торговых занятий вообще, на сельскохозяйственные работы и на службу в трактирных заведениях — в частности.
Широкие размеры имеет также отход на строительные промыслы в качестве каменщиков, печников, штукатуров, маляров, кровельщиков и др. Этот вид отхода возник едва ли не раньше других. Позже возник, но быстро развивается отход на фабричные и заводские работы, как дальние, так и местные. Падает отход на недальние ремесленные промыслы. По данным 1896 г, общее число уходящих на сторонние заработки достигало в Ярославском уезде 16 922 чел., Рыбинском — 12 274, Пошехонском — 9134, Мологском — 14 790, Ростовском — 17 670, Любимском — 8072, Даниловском — 10 420, Ром.-Борисоглебском — 9835, Угличском — 17 710, Мышкинском — 12 789, всего — 129 516 чел., из которых занимающихся торговой деятельностью было зарегистрировано 48 381. Самое большее процентное отношение числа отхожепромышленников к наличному населению обоего пола даёт Рыбинский у. (21 %), наименьшее — Пошехонский (10 %). По возрасту наибольший процент даёт население свыше 18 лет, на которое приходится 80,2 % отлучившихся (69,4 % мжч. и 10,8 % жнщ.). Общее число выдаваемых на отлучку видов свыше 170 000. По данным однодневной переписи Санкт-Петербурга 1900 года, в нём было крестьян уроженцев Я. губернии 102 868, мещан — 13 072.

### Промышленность
Фабрик, заводов и мелких промышленных заведений находилось в действии в 1899 году 6275, с общей суммой производства в 58 579 158 руб., при 45 942 рабоч. Промышленных предприятий, подчинённых фабричной инспекции, насчитывалось 253, с производством в 55 866 531 руб. и с 33 568 рабочими; из них наиболее распространены: обработка хлопка — 5 фабрик (с суммой произв. 16 116 127 руб.), обработка льна — 14 (6 015 608 р.), обработка питательных веществ — 15 заводов (23 006 394 р.), химические производства — 22 завода (2 688 978 р.), обработка дерева — 40 зав. (3 091 838 р.). Фабрик и заводов больше всего в Ярославле и его уезде; далее следуют уезды Ростовский, Рыбинский, Даниловский, Угличский, Романово-Борисоглебский, Мологский, Мышкинский, Пошехонский и Любимский. Из 253 фабрик и заводов 180 пользовались паровыми котлами в количестве 413, с общей поверхностью нагрева в 244 372 фут². В общем составе рабочих числилось: женщин взрослых 25,9 %, подростков 2,4 %, малолетних мальчиков 1,65 %, девочек 0,27 %.
В 1901 году значилось уже 255 промышленных заведений, с производством на 63 500 000 руб., при наличности 36 954 рабочих. Торговых свидетельств и билетов, промысловых свидетельств и бесплатных промысловых билетов выдано в 1898 году всего 20 524, в 1901 году — свидетельств 1-й гильдии — 40, 2-й — 706.

### Торговля
Центрами торговли служат города Рыбинск и Ярославль. Из ярмарок более значительными по торговым оборотам три: в городах Ростове, Ярославле и Рыбинске. Первая с проведением железной дороги слабеет год от года. По данным 1901 года, обороты ростовской ярмарки выразились в сумме 900 000 руб., ярославской — 360 000 руб., рыбинской — 420 000 руб. Предметами торговли служат: фарфоровая, фаянсовая, хрустальная и стеклянная посуда, шёлковые, шерстяные, суконные и бумажные материи, мануфактурные товары, галантерейные и парфюмерные, золотые и серебряные вещи, кондитерские и бакалейные товары и др. В течение навигации на реке Волге и её притоках и по жел. дорогам к рыбинской пристани прибыло в 1899 году: пшеницы 53 844 четвертей, ржи — 460 415, муки ржаной — 324 628 кулей, пшеничной — 688 835 мешк., пшена — 10 860 четвертей, гороха — 13 254, крупы гречневой — 35 480, семени льняного — 113 339, овса — 464 109, муки пеклеванной — 2668 мешков, муки гороховой — 136 189 пудов. В то же время отправлено: пшеницы — 10 872 четвертей, ржи — 232 185, муки ржаной — 233 425 кулей, пшеничной — 705 786 мешков, пшена — 4374 четвертей, гороха — 5625, крупы гречневой — 16 899, муки пеклеванной — 257, семени льняного — 108 110, овса — 335 529 кулей, муки гороховой — 78 750 пудов. Перемолото на местных мельницах пшеницы от 250 000 до 35 000 четвертей, ржи — от 25 000 до 30 000; оставалось на складах, в судах, амбарах и при мельницах к 1 января 1900 года: пшеницы 13 500 четвертей, ржи — 90 000, муки ржаной — 25 000 кулей, пшеничной — 75 000 мешков, овса — 35 000 кулей. Остальных хлебов было незначительное количество. Семени льняного в остатке не значится совершенно. Движение грузов на рыбинской пристани в 1901 году:
| Прибыло     | На них грузов: | На них грузов: | На них грузов: |
| Прибыло     | Суд.           | Пудов          | Стоимость      |
| с Волги     | 3073           | 122 296 000    | 46 487 000 р.  |
| с Шексны    | 111            | 348 000        | 213 000 р.     |
| Отправлено: |                |                |                |
| по Волге    | 2968           | 11 954 000     | 6 763 000 р.   |
| по Шексне   | 2350           | 60 225 000     | 19 377 000 р.  |

Главная часть остального прибывшего водой в Рыбинск груза отправлена по жел. дороге.
Кредитные учреждения. Отдел. государ. банка в Ярославле и Рыбинске; город. банков — 9; первый банк основан в 1847 г. в Ростове; обществ взаимного кредита — 2; ссудо-сберегательных касс — 10.

### Транспорт
В отношении путей сообщения Ярославская губерния находится в весьма благоприятном положении. На Волге, на протяжении 278 вёрст, имеется 13 устроенных пристаней, на Мологе — 4, на Шексне и Костроме — по одной.
Остальные реки губернии, за небольшими исключениями, вследствие своего мелководья, мостов и плотин служат только как сплавные пути в весеннее время.
Шоссейных дорог имеется: 83 вёрст министерства путей сообщения, переданных земству в 1888 году на 25 лет с субсидией по 260 р. 44 к. на версту, и 35 вёрст — земских.
Строится шоссе между Рыбинском и Пошехоньем (60 вёрст), между селом Некоузом Мологского уезда и городом Мологой (45 вёрст) и другие. Грунтовых дорог около 1725 вёрст. Железных дорог две: Московско-Ярославско-Архангельская, с ветками на Рыбинск и на Кострому — 313 вёрст, и Моск.-Винд.-Рыб. — 82 вёрст, всего 395 вёрст. Возбуждён вопрос о проведении железнодорожной ветви от гор. Романова до ст. Чобоково, Рыбинской ветви. Я. губерния преимущественно получает грузы водой, а отправляет их железными дорогами. Главный груз, как на водяных, так и на железных путях — хлеб. Из 100 пд. общего количества грузов водных путей хлеба разгружается до 70 %, а нагружается до 40 %; из 100 пд. общего количества грузов на железных дорогах отправляется хлеба до 73 %, прибывает до 19 %. Следующие по значительности отправки и прибытия грузы — лесные и строительные материалы; затем идут дрова, лён, семя льняное, соль, нефть, керосин и др. Ярославская губерния имеет свой почтово-телеграфный округ, управление которого находится в губернском городе. Почтово-телеграфных учреждений 31, почтовых 29.

## Социальная сфера

### Жилищные условия
В 1898 году числилось строений: каменных — 5734, деревянных — 307 959; на города первых приходится 4102, вторых 11 571. Жилых помещений каменных — 2330, деревянных — 182 518. Пожарных случаев за 25 лет, с 1870 по 1894 год, было 15 897, сгорело строений 58 197, сумма убытка — 27 828 333 рубля.

### Медицина
Врачебная помощь подавалась преимущественно на фельдшерских пунктах, куда земские участковые врачи приезжали периодически. По данным 1898 года: число врачебных участков — 39, число пунктов приёма больных, заведуемых врачами — 38, фельдшерами — 42. Один врач приходился на 29 343 жителя. Больниц имелось 16, из них в Мологском уезде 3, Даниловском 2 и в остальных по одной. Кроватей в больницах до 500. Одна больница приходится на 76 290 жителей, одна кровать — на 2326. Доступность акушерской помощи была недостаточна; более половины рожениц пользовались по необходимости услугами сельских повитух.
Оспопрививанием занимались врачи, фельдшера, акушерки и особые оспопрививатели; случаев удачной прививки — до 80 %. На средства частной и общественной благотворительности во многих местностях губернии (в городах, на фабриках и пр.) содержались больницы, амбулатории и лечебницы.

### Общественное призрение
Общественное призрение выражалось в оказании приюта неимущим и малолетним в богадельнях (57, с 1858 призреваемыми, содержание которых обошлось в 1901 году в 181 000 р.) и приютах (23, с 823 воспитанниками; расход — 55 000 р.), выдаче пособий и доставлении работы, затем в домах трудолюбия, обществах трезвости, ночлежных домах, яслях, церковно-приходских попечительствах и братствах. Большинство этих учреждений основано и содержится на частные средства; затем идёт земская и городская помощь. Лучше всего в этом отношении (не считая губернского города Ярославля с его уездом) был обставлен город Рыбинск, со своим уездом; здесь насчитывалось более 45 учреждений, подававших самую разнообразную помощь и расходующих на это около 70 000 руб.

### Народное образование
Из общего числа населения (460 597 мжч. и 610 758 жнщ.) грамотных по переписи 1897 года оказалось 240 614 мужчин (52 %) и 146 843 женщин (23 %). Из общего числа мужского населения городов Я. губернии (75 507) грамотных — 49 055 (65 %), из женского (70 803) — 30 456 (43 %). Среди сельского населения на 385 090 мжч. и 539 955 жнщ. грамотных приходится: первых — 191 559 (50 %), вторых — 116 387 (22 %). Более всего грамотных в возрасте от 10 до 19 лет: 71 034 мжч. из 83 795 (85 %) и 59 425 жнщ. из 115 897 (51 %). Учебных заведений в 1902 году было 1108: высшее 1 (Демидовский юридический лицей); 2 мужских классныз гимназии (в Ярославле и Рыбинске), 3 женских гимназии (2 в Ярославле и 1 в Рыбинске), духовная семинария, учительская семинария (в селе Новом Мологского уезда), кадетский корпус в Ярославле, 4 женских прогимназии, 2 духовных женских училища, 4 духовных мужских училища, 2 технических училища (в Ярославле и Рыбинске), Шубино-Вахтинская сельско-хозяйственная школа, речное училище в Рыбинске, фельдшерская школа в Ярославле, 10 городских училищ, 2 городских двуклассных женских, 27 сельских министерства народного просвещения, 10 приходских в городах, 35 начальных городских, 380 начальных сельских, 482 церковно-приходских школы, 141 школа грамоты, 4 приюта и 7 воскресных школ. К 1 ноября 1902 года всех начальных училищ было 1096, а за исключением школ грамоты — 955; из них ведомства министерства народного просвещения 473, духовного — 482. Всех учащихся в губернии 70 444 (44 049 м п. и 26 395 ж. п.), в том числе в сельских училищах и церковно-приходских 60 416. Смета всех уездных земств по народному образованию на 1903 год — 243 751 р. Число учащихся в начальных училищах, не считая губернского города, доходит до 5 % всего населения, что представляет для России весьма значительную величину. По грамотности населения Ярославская губерния занимает первое место среди земских губерний и четвёртое среди всех губерний Европейской России. Лучше всего начальное образование поставлено в Рыбинском уезде, затем идут уезды Ярославский и Угличский. Девочек повсюду учится меньше, чем мальчиков. В уездах Рыбинском, Угличском и Ярославском почти осуществлено всеобщее обучение мужской половины подрастающего поколения. Пунктами распространения печатных произведений служат города; на первом месте стоит губернский город Ярославль.
Распространителями печатного слова являются также торговцы на ярмарках и ходячие по деревням книгоноши. Учёные учреждения сосредоточены исключительно в Ярославле. Монастырей православных 23 (мужских — 15, женских — 8). Приходов — 841, храмов: городских — 161, сельских — 861, монастырских — 62, военных — 2, всего — 1086.
Миссионерская деятельность выражается главным образом в борьбе с расколом.

### Повинности
Оклад губернских и уездных земских сборов в 1901 году достиг 1 003 889 р. Главной статьёй расходов земства является народное здравие; за ним идут народное образование и суммы, употребляемые на образование специального губернского дорожного капитала; далее стоит общественное призрение. Общая сумма городских доходов в 1901 году 1 125 638 р., расходов — 1 079 216 р. Недоимки городских и уездных сборов достигают 411 294 р. По своим расходам первое место в губернии занимает город Ярославль, за ним идёт Рыбинск, в самом конце — Мышкин. По суммам, отпускаемым на содержание учебных и благотворительных заведений, во главе всех городов стоит Рыбинск. Цифры государственного поземельного налога в 1889 году: недоимок — 3511 р., оклада — 62 226 р.; взыскано 60 123 р. Цифры выкупных платежей: недоимок — 12 224 р., оклада — 1 957 074 р.; взыскано 1 945 026 р.
Цифры налога с недвижимых имуществ в городах, посадах и местечках: недоимок — 3028 р., оклада — 103 000 р.; взыскано — 103 955 р. Государственный квартирный налог составляет 21 490 руб. Акцизных сборов поступило: с питей — 3 940 982 р., с табака — 2 201 140 р., с осветительных и нефтяных масл — 401 948 р., с зажигательных спичек — 172 010 р., всего — 6 716 080 р.

## Исследования губернии
Губернский статистический комитет издал в разное время 15 томов своих трудов, затрагивающих разные стороны жизни губернии. Земством издано статистическое описание губернии и ряд сборников по текущей статистике. Из описаний отдельных лиц заслуживают внимания труды Константина Головщикова.